# José da Cunha Grã Ataíde e Melo
José da Cunha Grã Ataíde e Melo (Lisboa, 23 de junho de 1734 — 17 de janeiro de 1792), 3º conde de Povolide, foi um administrador colonial português.
Foi governador da Capitania de Pernambuco entre 14 de abril de 1768 e 3 de outubro de 1769; e da Capitania da Bahia, de 11 de outubro de 1769 a 3 de abril de 1774.
Foi gentil-homem da câmara da rainha D. Maria I e presidente do Senado da Câmara de Lisboa, de 1786 a 1791
Foi igualmente provedor da Santa Casa da Misericórdia de Lisboa e, em  22 de Agosto de 1785, é um dos 12 irmãos da referida instituição que foram escolhidos para assistir à primeira extração da lotaria que se iniciava, pela primeira vez, no dia 1 de Setembro de 1785.

## Dados Genealógicos
Filho de D. Luís Vasques da Cunha e Ataíde, 2º conde de Povolide, fidalgo da Casa do Infante D. António, capitão de infantaria de um dos regimentos da Corte em 1735, presidente da Junta do Tabaco em 1749, e de D. Helena de Castelo Branco, filha dos Condes de Valadares.
Casou com D. Maria da Silva, filha do 6º conde de Aveiras e 1º marquês de Vagos.